# Miss Sadie Thompson
Miss Sadie Thompson (bra: Mulher de Satã; prt: Chuva) é um filme estadunidense de 1953, em 3-D, dos gêneros drama e musical, dirigido por Curtis Bernhardt para a Columbia Pictures. 
Baseado no conto Miss Thompson, de W. Somerset Maugham, o filme tem no elenco Rita Hayworth e José Ferrer. 

## Sinopse
Sadie Thompson (Rita Hayworth) é uma mulher sensual que vive na base militar americana da Ilha de Samoa. Sua vida muda radicalmente quando conhece o padre Davidson (José Ferrer), um sacerdote hipócrita que lhe faz a vida num inferno tentando desvendar o passado de Sadie.

## Elenco
- Rita Hayworth .... Sadie Thompson
- Jose Ferrer .... Padre Davidson
- Aldo Ray
- Russell Collins
- Diosa Costello
- Peggy Converse
- Charles Bronson